# Thais speciosa
Thais speciosa är en snäckart som först beskrevs av Achille Valenciennes 1832.  Thais speciosa ingår i släktet Thais och familjen purpursnäckor. Inga underarter finns listade i Catalogue of Life.